# Artabano IV de Partia

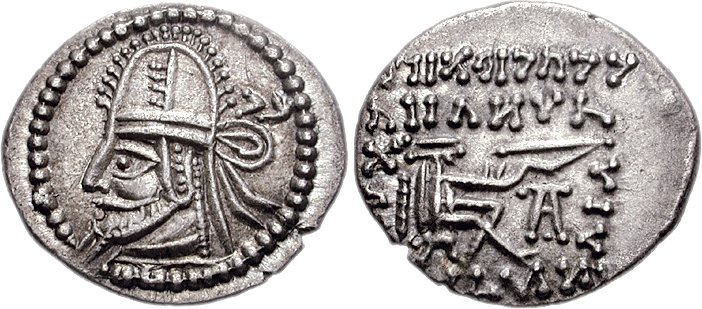
Moneda de Artabano IV.

Artabano IV o Ardaván IV (163-224) fue el último rey de los partos, de la dinastía arsácida, titulado, como se hacía tradicionalmente en Persia, como shahanshah.
Era hijo de Vologases V, a quien sucedió en 213 tras luchar contra su propio hermano, Vologases VI. Su madre, Kujisuni era una princesa de la Iberia caucásica.
Se enfrentó al Imperio romano, logrando vencer a las tropas de los emperadores Caracalla y Macrino. Pero, en 224, Ardacher I, un gobernador de Fars (actual Irán), se rebeló contra el poderío parto y logró derrotarle en la batalla de Hormizdagán, poniendo punto final al Imperio que había reinado en la zona durante más de cuatrocientos años, e instaurando el Imperio sasánida. Un usurpador, Artavasdes, intentó continuar el reinado de los partos, pero apenas sobrevivió un año más.
La tradición cuenta que una hija suya, Ziyanak, se casó con Ardacher, dando legitimidad a la nueva dinastía sasánida.
| Predecesor: Vologases V | Shahanshah (Rey de Reyes) de Partia 213-224 | Sucesor: Ardacher I |